# كابرياتي أ فولتيرنو
 كابرياتي أ فولتيرنو، (بالإنجليزية: Capriati a Volturno)‏، هي (بلدية) في مقاطعة كازيرتا، في منطقة كامبانيا الإيطالية، وتقع على بعد حوالي 70 كم (43 ميل) شمال نابولي، وحوالي 45 كم (28 ميل) شمال غرب كازيرتا.

## السكان
في سنة 1861 بلغ عدد السكان 1٬468 نسمة، وتطور العدد ليصل في سنة 2011 لـ 1٬594 نسمة.
يظهر هذا المخطط البياني تطور النمو السكاني لـ كابرياتي أ فولتيرنو